# Westeinde (Amsterdam)
Het Westeinde is een korte, maar als verbinding belangrijke, straat in het centrum van Amsterdam. De straat ligt min of meer in het verlengde van de Utrechtsestraat, die aan de andere kant van het Frederiksplein ligt, en steekt met brug 248 (Paleis voor Volksvlijtbrug) de Singelgracht over, waarna na de kruising met de Stadhouderkade de weg overgaat in de van Woustraat die weer over gaat in de Rijnstraat en op zijn beurt bij de Utrechtsebrug overgaat in de Nieuwe Utrechtseweg.
De straat kreeg zijn naam op 15 november 1866 en was vernoemd naar de ligging ten opzichte van de Utrechtsepoort die van 1664 tot 1858 aan de zuidkant van het huidige Frederiksplein stond. De straat liep aan de westzijde van de poort aan het einde van de stad, buiten de poort maar wel binnen de stadsgracht. Aan de andere zijde van de Utrechtsepoort was op 1 mei 1866 het Oosteinde ontstaan.
In 1864 verscheen op het Frederiksplein het Paleis voor Volksvlijt dat in 1929 door brand werd verwoest. Alleen de galerijen daarvan, die in 1881-1883 aan het Westeinde, Oosteinde en Singelgracht waren gebouwd, bleven over. In 1960-1961 werden deze galerijen afgebroken, op wier locatie in 1968 de bouw van het hoofdkantoor van De Nederlandsche Bank werd voltooid. Met de renovatie van het pand verhuisde in 2025 de hoofdingang van de bank van Westeinde 1 naar Frederiksplein 61.
Tramlijn 4 rijdt door de straat en heeft er staduitwaarts een halte (genaamd Frederiksplein). Het Westeinde werd van 2003 tot 2013 ook aangedaan door de voormalige lijn 25.

## Fotogalerij

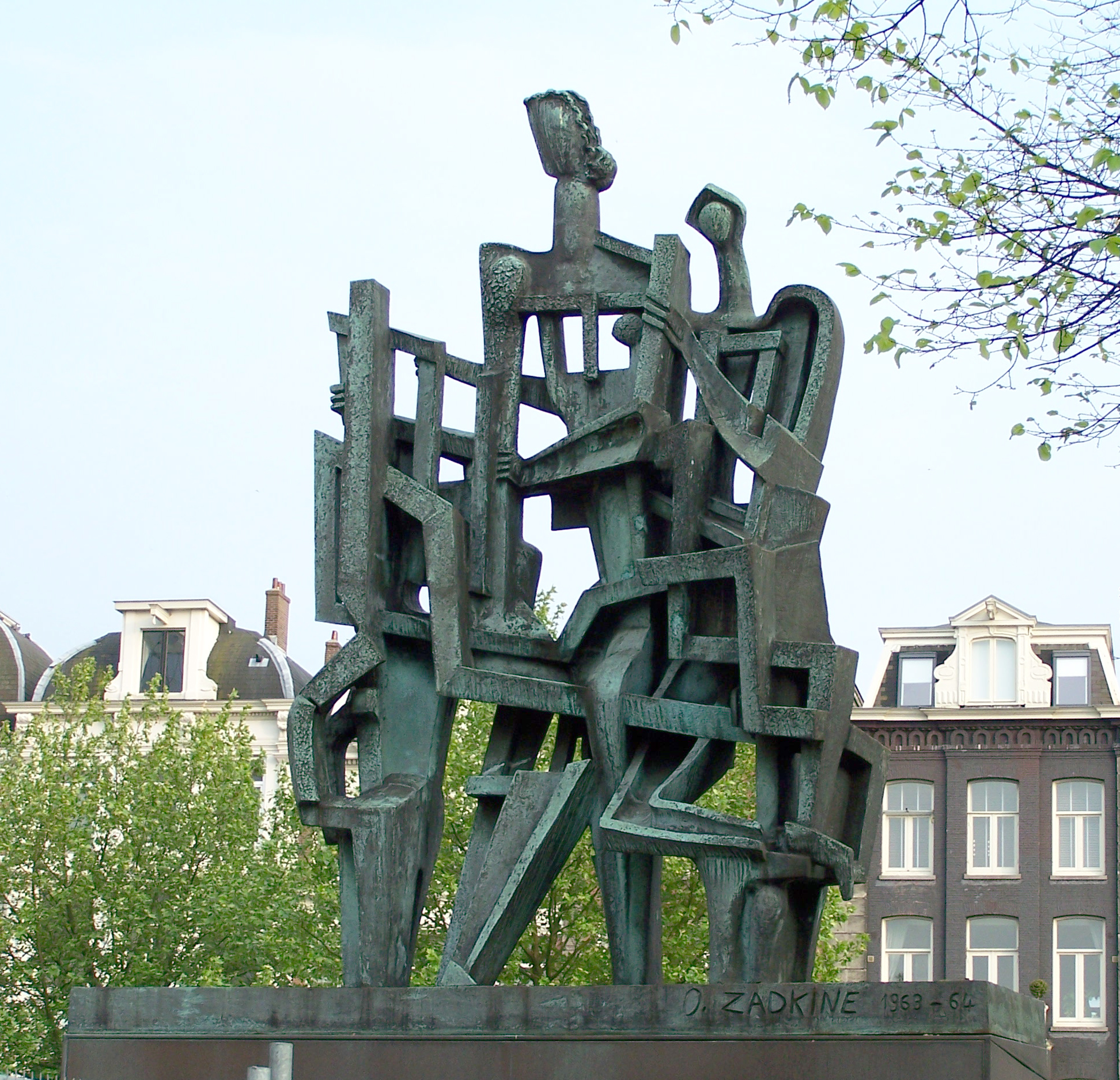
Sculptuur "La demeure humaine" aan het Westeinde van Zadkine (1968)
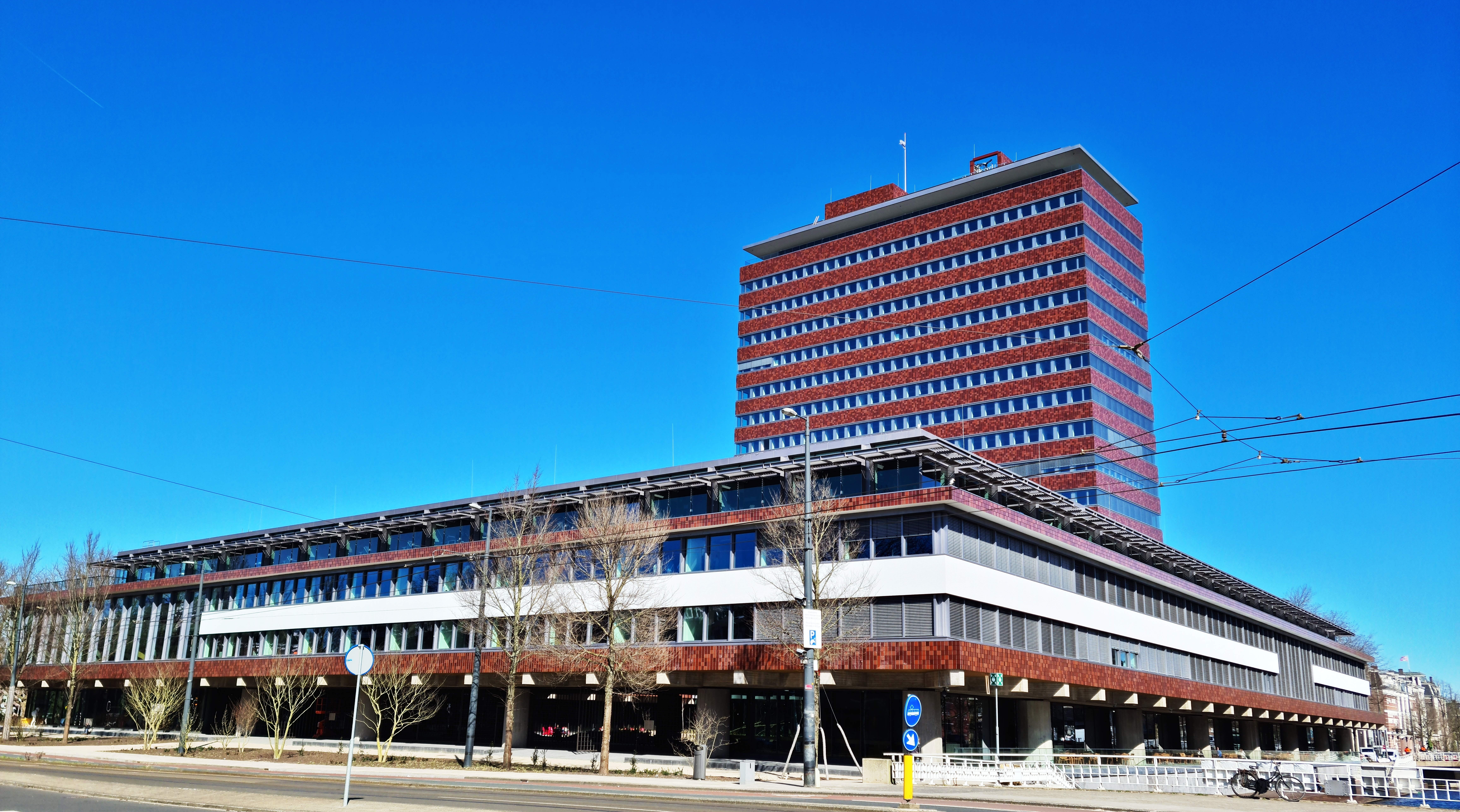
De Nederlandsche Bank